# Літературна премія імені Єжи Ґедройця
Літературна премія імені Єжи Гедройця — премія, заснована 28 грудня 2011, що присуджується за найкращу книгу прози, яка видана в попередньому році, білоруською мовою в жанрах «художня проза» і «есеїстика». Засновниками виступили Посольство Республіки Польща в Республіці Білорусь, Польський Інститут у Мінську, Білоруський ПЕН-центр та Союз білоруських письменників. Премія була названа на честь уродженця Мінська, польського публіциста і політика Єжи Ґедройця.

## Переможці
| Рок  | 1 місце           | 2 місце           | 3 місце           |
| ---- | ----------------- | ----------------- | ----------------- |
| 2012 | Павел Костюкевич  | Ольгерд Бахаревич | Андрій Федоренко  |
| 2013 | Володимир Некляєв | Ольгерд Бахаревич | Адам Глобус       |
| 2014 | Ігор Бабков       | Артур Клінов      | Вінцесь Мудров    |
| 2015 | Віктор Казько     | Татьяна Борисік   | Ольгерд Бахаревич |
| 2016 | Макс Щур          | Ольгерд Бахаревич | Андрій Адамович   |